# Edwardsia
Edwardsia is een geslacht van zeeanemonen uit de klasse van de Anthozoa (bloemdieren). Ze hebben acht mesenteriën en leven in buizen in het zand. Het geslacht is vernoemd naar de Franse zoöloog Henri Milne-Edwards.

## Soorten
- Edwardsia allmanni McIntosh, 1865
- Edwardsia andresi Danielssen, 1890
- Edwardsia annamensis Carlgren, 1943
- Edwardsia arctica Carlgren, 1921
- Edwardsia arenosa Klunzinger, 1877
- Edwardsia athalyei England, 1990
- Edwardsia beautempsii de Quatrefages, 1842
- Edwardsia californica (McMurrich, 1913)
- Edwardsia capensis Carlgren, 1938
- Edwardsia carlgreni Williams, 1981
- Edwardsia claparedii (Panceri, 1869)
- Edwardsia clavata (Rathke, 1843)
- Edwardsia collaris Stimpson, 1856
- Edwardsia coriacea Moseley, 1877
- Edwardsia costata Danielssen, 1890
- Edwardsia danica Carlgren, 1921
- Edwardsia delapiae Carlgren & Stephenson, 1928
- Edwardsia duodecemtentaculata Carlgren, 1931
- Edwardsia elegans Verrill, 1869
- Edwardsia finmarchica Carlgren, 1921
- Edwardsia flaccida Marion, 1882
- Edwardsia fusca Danielssen, 1890
- Edwardsia goodsiri M'Intosh, 1866
- Edwardsia handi Daly & Ljubenkov, 2008
- Edwardsia incerta Carlgren, 1921
- Edwardsia isimangaliso Daly, Perissinotto, Laird, Dyer & Todaro, 2012
- Edwardsia islandica Carlgren, 1921
- Edwardsia ivelli Manuel, 1975
- Edwardsia japonica Carlgren, 1931
- Edwardsia jonesii Seshaiya & Cuttress, 1969
- Edwardsia juliae Daly & Ljubenkov, 2008
- Edwardsia kameruniensis Carlgren, 1927
- Edwardsia longicornis Carlgren, 1921
- Edwardsia mammillata Bourne, 1916
- Edwardsia maroccana Carlgren, 1931
- Edwardsia mcmurrichi Daly & Ljubenkov, 2008
- Edwardsia meridionalis Williams, 1981
- Edwardsia neozelanica Farquhar, 1898
- Edwardsia norvegica Carlgren, 1942
- Edwardsia novazelanica Farquhar, 1898
- Edwardsia octoplax (Sluiter, 1888)
- Edwardsia octoradiata Carlgren, 1931
- Edwardsia olguini Daly & Ljubenkov, 2008
- Edwardsia perdita Williams, 1981
- Edwardsia profunda Daly & Ljubenkov, 2008
- Edwardsia rigida Marion, 1882
- Edwardsia rubricollum Stimpson, 1856
- Edwardsia rugosa Bourne, 1916
- Edwardsia sanctaehelenae Carlgren, 1941
- Edwardsia scabra Marion, 1882
- Edwardsia sipunculoides (Stimpson, 1853)
- Edwardsia sulcata Verrill, 1864
- Edwardsia tecta Haddon, 1889
- Edwardsia timida de Quatrefages, 1842
- Edwardsia tinctrix Annandale, 1915
- Edwardsia tuberculata Dueben & Koren, 1847
- Edwardsia vegae Carlgren, 1921
- Edwardsia vitrea (Danielssen, 1890)
- Edwardsia vivipara Carlgren, 1950
- Edwardsia willeyana Bourne, 1916